# Anomoderus tubericollis
Anomoderus tubericollis là một loài bọ cánh cứng trong họ Cerambycidae.